# Пролетарский (Трубчевский район)
Пролета́рский — посёлок в Трубчевском районе Брянской области. Входит в состав Усохского сельского поселения.

## География
Посёлок находится в южной части Брянской области, на левом берегу реки Солька, на расстоянии примерно 19 км (по прямой) на восток-юго-восток от города Трубчевск, административного центра района.

## История
Посёлок основан в первой половине XX века на поляне, где в XVIII веке действовал винокуренный завод, а позднее стояла лесная сторожка. На карте 1941 года отмечен как посёлок с 4 дворами.

## Население
| 2010 | 2013 |
| ---- | ---- |
| 0    | →0   |

Постоянное население составляло 61 человек в 1979 году, 0 человек в 2002 году и в 2010 году.